# 寺横町 (刈谷市)
寺横町（てらよこまち）は、愛知県刈谷市の町名。現行行政地名は寺横町1丁目から寺横町5丁目。

## 地理
刈谷市の中央部に位置する。北は宝町や八幡町と、東は豊田町や新栄町と、南は銀座と、西は八幡町や城町と接している。寺横町の西部を愛知県道48号岡崎刈谷線が縦断しており、中央部を愛知県道246号刈谷大府線が横断している。両県道は「寺横町」交差点で交わる。
秋葉神社の祭礼である万燈祭には、7ある氏子町として「銀座、司町、新栄町、寺横町、東陽町、広小路、広小路五組」が参加している。

## 歴史
江戸時代、刈谷城下の札ノ辻から大悟寺に至る道路の両側に寺横町が形成された。酒造家の大岡伝兵衛門の屋敷があった。近世の寺横町は現在の刈谷市寺横町と刈谷市銀座の一部にあたる。1871年（明治4年）の廃藩置県で刈谷村が発足すると刈谷村の一部となり、1960年（昭和35年）頃までは寺横町という通称町名が存在していた。
1960年（昭和35年）に刈谷市大字刈谷の一部と大字熊の一部が刈谷市寺横町となった。1989年（平成元年）時点の世帯数は236、人口は827だった。

## 世帯数と人口
2019年（令和元年）6月1日現在の世帯数と人口は以下の通りである。
| 丁目        | 世帯数  | 人口  |
| ----------- | ------- | ----- |
| 寺横町1丁目 | 30世帯  | 80人  |
| 寺横町2丁目 | 62世帯  | 138人 |
| 寺横町3丁目 | 74世帯  | 185人 |
| 寺横町4丁目 | 40世帯  | 78人  |
| 寺横町5丁目 | 58世帯  | 130人 |
| 計          | 264世帯 | 611人 |

### 人口の変遷
国勢調査による人口の推移
| 1995年（平成7年）  | 746人 | [ 8 ]  |  |
| 2000年（平成12年） | 724人 | [ 9 ]  |  |
| 2005年（平成17年） | 679人 | [ 10 ] |  |
| 2010年（平成22年） | 587人 | [ 11 ] |  |
| 2015年（平成27年） | 628人 | [ 12 ] |  |

## 小・中学校の学区
市立小・中学校に通う場合、学区は以下の通りとなる。
| 丁目        | 番・番地等 | 小学校             | 中学校               |
| ----------- | ---------- | ------------------ | -------------------- |
| 寺横町1丁目 | 全域       | 刈谷市立亀城小学校 | 刈谷市立刈谷東中学校 |
| 寺横町2丁目 | 全域       | 刈谷市立亀城小学校 | 刈谷市立刈谷東中学校 |
| 寺横町3丁目 | 全域       | 刈谷市立亀城小学校 | 刈谷市立刈谷東中学校 |
| 寺横町4丁目 | 全域       | 刈谷市立亀城小学校 | 刈谷市立刈谷東中学校 |
| 寺横町5丁目 | 全域       | 刈谷市立亀城小学校 | 刈谷市立刈谷東中学校 |

## 施設

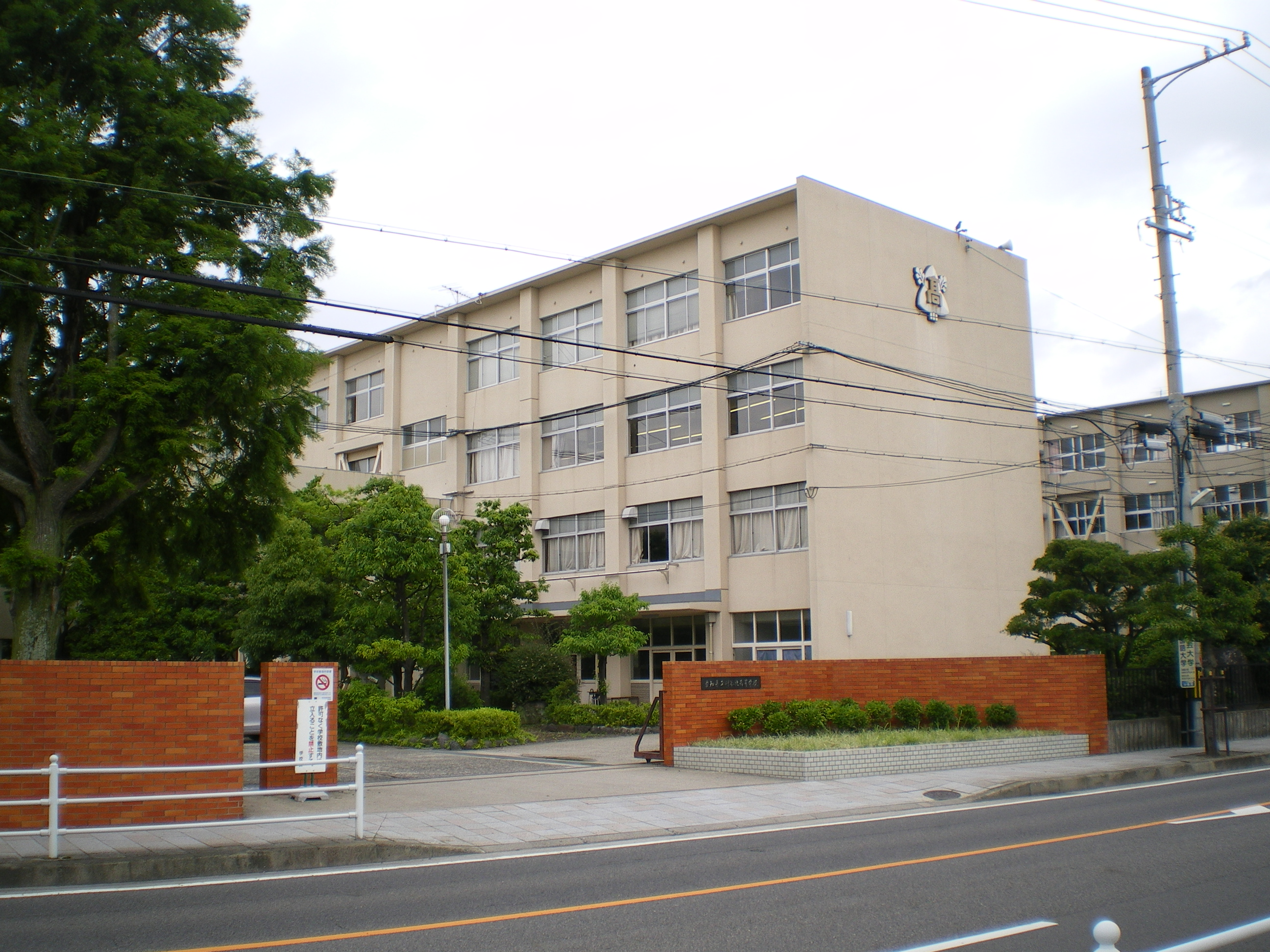
愛知県立刈谷北高等学校

- 大悟寺 - 浄土宗西山禅林寺派の寺院[6]。元禄年間に再興された光岳寺を改称した寺とされる[6]。
- 正覚寺 - 真宗大谷派の寺院。近世には正覚寺で刈谷町などの宗門改めが行われていた[15]。書誌学者の森銑三や童話作家の森三郎など森家の墓がある。
- 愛知県立刈谷北高等学校 - 1921年（大正10年）に刈谷町立刈谷高等女学校として開校し、1925年（大正14年）に愛知県立に移管され、1948年（昭和23年）に愛知県立刈谷北高校となった。その後は刈谷商業家庭高校となっていた時期もあったが、1968年（昭和43年）に現行名称となった[1]。
- 寺横遊園 - 150平方メートル。1984年（昭和59年）開設[16]。
- 寺西遊園 - 232平方メートル。2007年（平成19年）開設[16]。
- 刈谷市営寺横駐車場 - 1970年（昭和45年）開設[1]。

## その他

### 日本郵便
- 郵便番号 : 448-0846[4]（集配局：刈谷郵便局[17]）。